# Georges de Pimodan
Pour les articles homonymes, voir Famille de Pimodan.
Georges de Rarecourt de La Vallée, marquis de Pimodan, né le 29 janvier 1822 à Échenay et mort le 18 septembre 1860 à Castelfidardo, est un officier français légitimiste émigré, qui servit l’Autriche et les États pontificaux.

## Biographie
Il est le fils de Camille de Pimodan, capitaine de cavalerie et gentilhomme de la Chambre du Roi, et de son épouse, née Claire Fauveau de Frénilly.
Il fait ses études au collège de jésuites de Fribourg. Admis à Saint-Cyr, il refuse de prêter le serment de fidélité à Louis-Philippe dont le règne est trop libéral à son goût (Monarchie de Juillet) et poursuit ses études militaires en Autriche où il est en 1847 sous-lieutenant aux chevau-légers de l’Empereur Habsbourg. Il est envoyé en garnison à Vérone alors sous domination autrichienne. Lors de la révolution de 1848 en Lombardie, Vénétie et dans les duchés de Parme et de Modène soutenue par Charles-Albert de Piémont-Sardaigne, il sert dans les troupes autrichiennes envoyées réprimer le mouvement et fait preuve de bravoure. Il est nommé capitaine et aide de camp du général Joseph Radetzky commandant en chef des troupes autrichiennes d’Italie.
Il part ensuite, sous les ordres du général Josip Jelačić, réprimer la révolution hongroise de 1848 dirigée par Lajos Kossuth. Lors de la bataille de Moor (Komorn) il prend, avec une poignée d’hommes, une batterie ennemie. Parti en reconnaissance et fait prisonnier par les révolutionnaires à Peterwardein, il est condamné à mort et ne doit la vie qu’à la défaite de l’armée hongroise d’Artúr Görgey le 23 août 1849. Il est nommé major et comte.
En 1850, il publie « Souvenirs et scènes de la guerre d’Italie sous le maréchal Radetzky » dans la Revue des deux Mondes, suivis, en 1851, par les « Souvenirs de la guerre de Hongrie sous le prince Windischgraetz et le ban Jellachich », toujours dans la Revue des deux Mondes : les deux repris ensuite chez Allouard et Kaeppelin sous le titre Souvenirs des campagnes d’Italie et de Hongrie.
À trente trois ans, il est nommé colonel. Il démissionne, rentre en France et épouse, le 29 mars 1855, Emma de Couronnel, dame de la Croix étoilée d’Autriche en 1859, fille d’un gentilhomme de Charles X.
Fervent catholique, il rejoint les rangs de l’armée pontificale en avril 1860, sous les ordres de Lamoricière. Il est nommé chef d’état-major. Il participe aux combats de défense des frontières des États pontificaux et est promu général le 3 août.
En septembre 1860, les troupes papales commandées par Lamoricière se portent sur Ancône, et sont arrêtées par le feu de l’artillerie piémontaise postée sur les hauteurs de Castelfidardo. Pimodan est chargé de les attaquer et trouve la mort.
Pie IX conféra le titre de duc à sa descendance.

## Famille
Il épouse le 29 mars 1855 Emma de Couronnel, petite-fille du duc de Montmorency-Laval.
- Son fils  Gabriel (16 décembre 1856-1924) est un historien et un poète. Il publie entre autres une vie de son père, Poésies (1875) et Histoire d'une vieille maison le Château d'Echenay (1882). Il est conseiller général de la Haute-Marne et maire d'Échenay.Le château d"Échenay

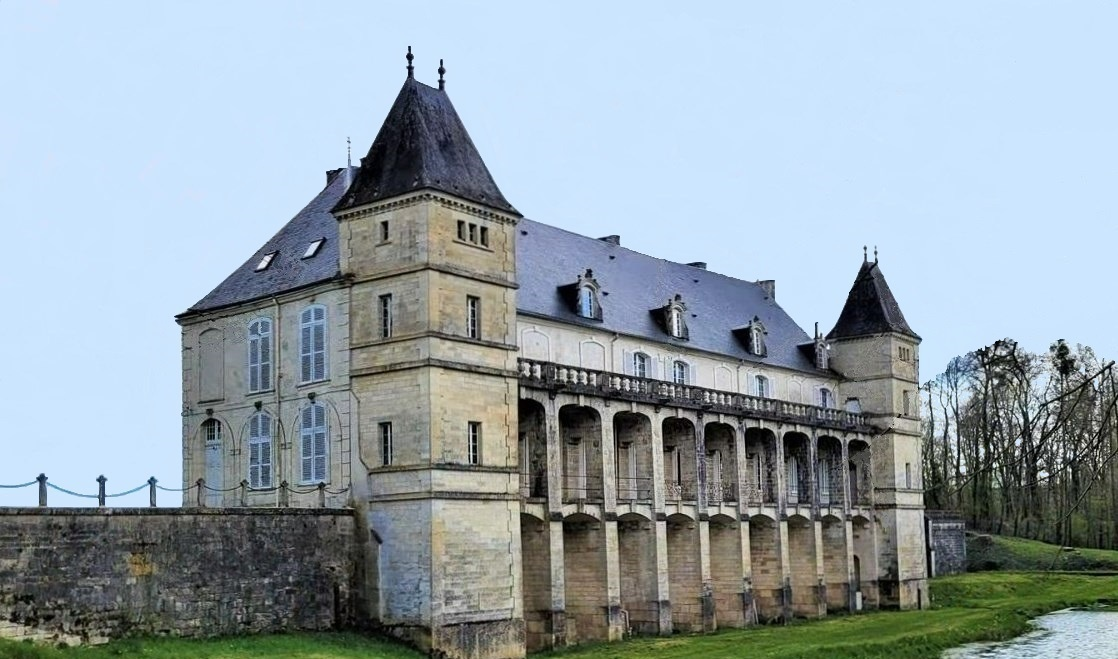
Le château d"Échenay

- Son autre fils Claude Emmanuel Henri Marie (1859-1931) est officier et attaché militaire à la légation française au Japon. Il publie Promenades en Extrême-Orient où il relate ses voyages entre 1895 et 1898 (Paris Honoré Champion 1900). Il épouse vers 1895 Georgina de Mercy-Argenteau, dernière descendante de la famille Mercy-Argenteau, seigneur d'Ochain à Clavier en Belgique. L'un de leurs fils, Georges, épouse Madeleine Pillet-Will, petite-fille de Frédéric Pillet-Will.

## Décorations
- États pontificaux

| Chevalier de l'Ordre de Pie IX |

- Duché de Parme

| Chevalier de grâce de deuxième classe avec plaque de l'Ordre sacré et militaire constantinien de Saint-Georges |

- Empire d'Autriche

| Chevalier de l'Ordre impérial de Léopold         |
| Commandeur de l'Ordre militaire de Marie-Thérèse |
| décoré de la Croix du Mérite militaire           |

- Royaume de Belgique

| Commandeur de l'Ordre Royal de Léopold de Belgique |